# Felix Knemöller

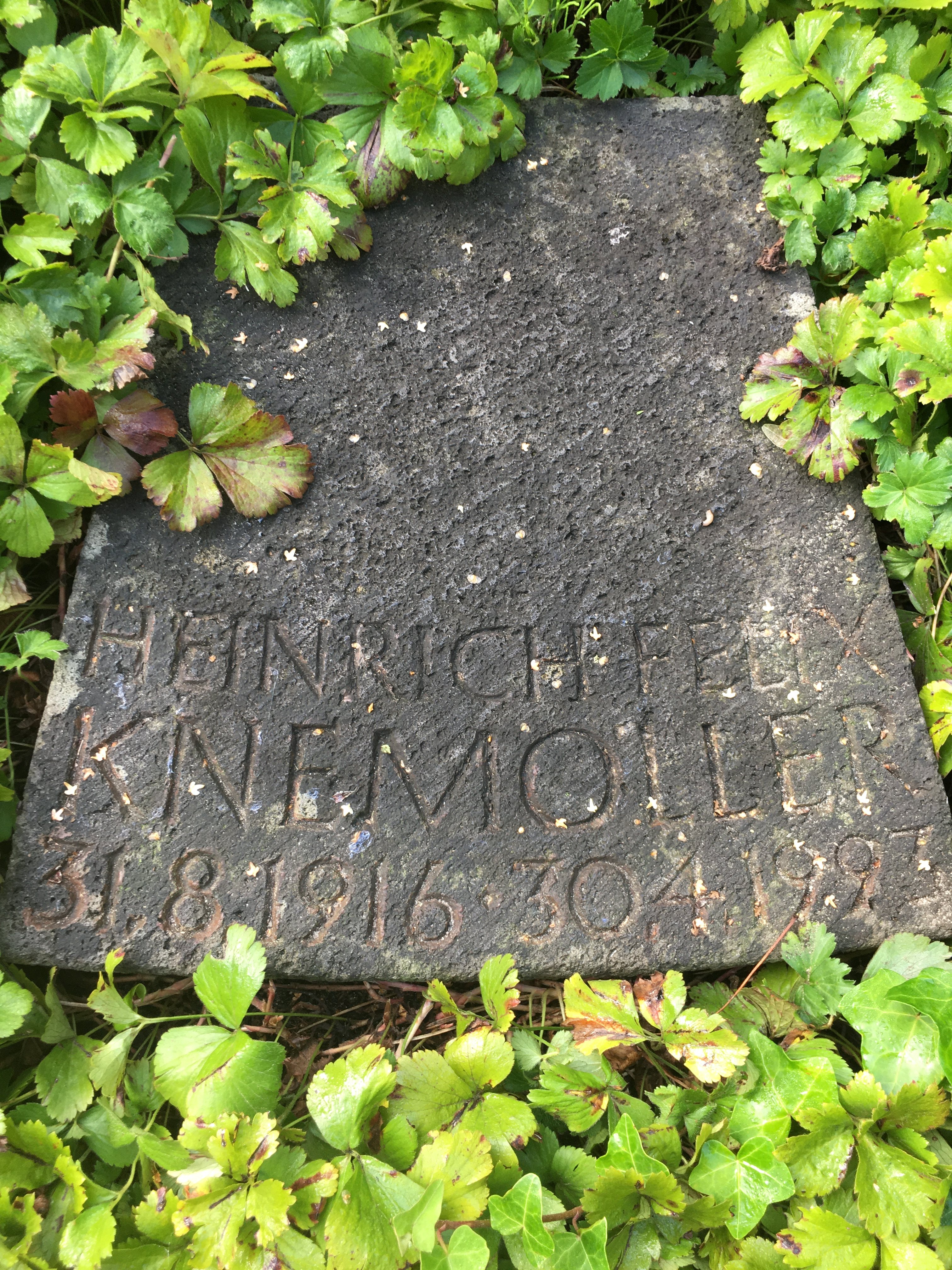
Grabstätte Felix Knemöller

Heinrich Felix Knemöller (* 31. August 1916 in Elbing; † 30. April 1993 in Berlin) war ein deutscher Moderator und Nachrichtensprecher im Hörfunk.

## Wirken
Er war Nachrichtensprecher beim Hörfunksender RIAS Berlin. Daneben fungierte er als Ansager klassischer Musikprogramme. Ferner moderierte er im Morgenprogramm Unterhaltungssendungen mit seinen „Knelauern“.
Überdies war er mehrere Jahre zusammen mit Beate Hasenau und Erwin Palm Produzent der RIAS-Music-Box, diese Sendung lief vom 22. Februar 1957 bis in die frühen achtziger Jahre. Seine Sendungen Schulzes Schelmischer Schauspielführer und Opas Operierte Operette galten als klassische Rundfunkunterhaltungssendungen. Sie wurden auch in Buchform herausgebracht. Weiter beliebt war Opas Hitparade, in der Knemöller auf witzige Weise eine klassische Inhaltsangabe in satirisch verballhornter Form wiedergab.
Knemöller beteiligte sich außerdem mit eigenen Beiträgen an den Hörfunk- und Fernsehsendungen Hans Rosenthals.
1981 hatte Knemöller eine Nebenrolle in dem Film Der König und sein Narr.
Beigesetzt ist er auf dem Städt. Friedhof Berlin-Zehlendorf, Onkel-Tom-Straße 30, Feld 020-422.

## Werke
- Felix Knemöller: Schulzes Schelmischer Schauspielführer, Eulen-Verlag Freiburg, 1984/1999
- Felix Knemöller: Schulzes Schelmischer Opernführer, Eulen-Verlag Freiburg, 1985/1999
- Felix Knemöller: Munter-Macher Musical, Eulen-Verlag Freiburg, 1989
- Felix Knemöller: Opas Operierte Operette, Eulen-Verlag Freiburg, 1989

## Filmografie
- 1955: Das Sandmännchen
- 1956: Ein Mädchen aus Flandern
- 1969: Fragestunde
- 1970: Tommy Tulpe – Der Preisträger
- 1970: Recht oder Unrecht – Prozeß Mariotti
- 1971: Die Unverbesserlichen – ...und ihr Stolz
- 1972: Hoopers letzte Jagd
- 1973: Drüben bei Lehmanns – Damenwahl
- 1974: Horch, sie leben
- 1974: Arsène Lupin – Le film révélateur
- 1974: Ermittlungen gegen Unbekannt
- 1978: Vorhang auf, wir spielen Mord
- 1978: Tatort – Sterne für den Orient
- 1978: Ein typischer Fall
- 1981: Der König und sein Narr
- 1983: Tatort – Fluppys Masche

## Hörspiele
- 1951: Werner Brink: Es kommt doch an den Tag – Regie: Werner Oehlschläger – RIAS
- 1952: Hermann Krause: Mein Name ist Heinzelmann – Regie: Werner Oehlschläger – RIAS
- 1961: Wolfgang Neuss/Herbert Kundler: Genosse Münchhausen – Regie: Heinz Dunkhase – RIAS
- 1971: Wolfgang Hermann Körner: Fünfsatzspiel – Regie: Heiner Schmidt – SWF
- 1982: Sebastian Goy: Kalaharisommer – Regie: Wolf Gremm – SWF
- 1982: Friedemann Schulz: Reise ohne Auftrag – Regie: Friedemann Schulz – SWF